# Georges de Rapsanée
Pour les articles homonymes, voir Saint Georges.
Georges de Rapsanée (en grec Ο Άγιος Γεώργιος ο Νεομάρτυρας εκ Ραψάνης) est un saint orthodoxe, néomartyr du XIXe siècle, fêté le 5 mars.

## Histoire et tradition
Saint Georges est né en 1798 dans la ville de Rapsanée, près du mont Olympe ; on sait que son père s'appelait Chatzilaskaris (Χατζηλάσκαρης en grec).
Au début du XIXe siècle, la ville de Rapsanée a une économie florissante grâce au commerce du vin. Cet essor attire les habitants de la région, et l'érudition et le savoir se développent dans la ville, qui est réputée. Georges va ainsi étudier dans une école dont il sort diplômé, en 1815 ou 1816. Il devient alors précepteur. Les villages environnants comptent à cette époque une importante population d'Ottomans. Un de ceux-ci, voulant que son fils ait une bonne éducation, l'envoie à Rapsanée. Georges devint ainsi son précepteur. Selon les sources, l'enfant, fasciné par la foi des Grecs, se convertit par la suite au Christianisme Orthodoxe. 
Ses parents s'aperçoivent des changements intervenus. Irrités, ils font arrêter Georges en 1818 et il est emmené à Tyrnavos chez le pacha de la région de Larissa, Veli, le fils d'Ali Pacha. À la suite d'un procès expédié en peu de temps, Georges est condamné et subit de terribles tortures. Comme il y survit, ses bourreaux finissent par le décapiter. Il est enterré à proximité d'une caserne. Les sources rapportent que la nuit suivante, les soldats turcs ont vu une colonne de lumière au-dessus de l'endroit de sa sépulture.

## Sources
- (el) Constantinos A. Oikonomou,Ο Νεομάρτυρας Αγιος Γεώργιος εκ Ραψάνης (5/3/1818) (Le néomartyr Saint Georges de Rapsanée (5/3/1818)), Athènes, 5 mars 2012
- Père Macaire du monastère de Simonos Petras (Mont Athos), Le Synaxaire, Vie des Saints de l'Église Orthodoxe, Indiktos (présentation en ligne)